# Erioptera illingworthi
Erioptera illingworthi är en tvåvingeart som beskrevs av Alexander 1920. Erioptera illingworthi ingår i släktet Erioptera och familjen småharkrankar. Inga underarter finns listade i Catalogue of Life.